# Rohlsdorf (Halenbeck-Rohlsdorf)
Rohlsdorf ist ein bewohnter Gemeindeteil der Gemeinde Halenbeck-Rohlsdorf im Landkreis Prignitz im Nordwesten des Landes Brandenburg. Der Ort gehört dem Amt Meyenburg an und war bis zur Eingemeindung am 31. Dezember 2001 eine eigenständige Gemeinde.

## Lage
Rohlsdorf liegt in der Prignitz an der Dömnitz, rund zehn Kilometer nordöstlich von Pritzwalk. Umliegende Ortschaften sind Warnsdorf im Norden, Halenbeck im Nordosten, Ellershagen Ausbau im Osten, Ellershagen im Süden, Kuckuk im Südwesten, Rapshagen im Westen und Brügge im Nordwesten.
Rohlsdorf liegt an der Landesstraße 154 zwischen Pritzwalk und Freyenstein. Zwischen Rohlsdorf und dem Nachbarort Kuckuk liegt der Sadenbecker Stausee. Der Radwanderweg Elbe-Müritz-Rundweg führt durch den Ort.

## Geschichte
Erstmals urkundlich erwähnt wurde Rohlsdorf im Jahr 1325 mit dem Namen Rulevestorppe. 1403 wurde der Ortsname Rolesstorpe und 1576 Röllstorff geschrieben. Der Ortsname bedeutet „Dorf des Rudolf“. Das als Runddorf angelegte Rohlsdorf gehörte von 1325 bis 1872 zur Herrschaft Meyenburg bzw. zu deren Gütern Gerdshagen und Penzlin, lediglich zwischen 1403 und etwa 1549 hatte das Stift Heiligengrabe die Grundherrschaft über den Ort inne. Seit 1817 gehörte Rohlsdorf zum Kreis Ostprignitz in der preußischen Provinz Brandenburg. Am 30. September 1928 wurden die Gemeinde Rohlsdorf und der Gutsbezirk Ellershagen zu der neuen Gemeinde Rohlsdorf vereinigt.
Am 25. Juli 1952 wurde der Landkreis Ostprignitz aufgelöst und die Gemeinde Rohlsdorf gehörte fortan zum Kreis Pritzwalk im DDR-Bezirk Potsdam. Nach der Wiedervereinigung gehörte die Gemeinde Rohlsdorf noch drei weitere Jahre dem brandenburgischen Landkreis Pritzwalk an, im Jahr 1992 schloss sie sich zur Erledigung ihrer Verwaltungsgeschäfte mit weiteren Gemeinden zum Amt Pritzwalk-Land zusammen. Seit 1993 gehört Rohlsdorf zum Landkreis Prignitz. Am 30. September 2001 wurde in Rohlsdorf wie auch in der Nachbargemeinde Halenbeck eine Einwohnerversammlung abgehalten, bei der sich ein Großteil der Einwohner für eine Fusion der beiden Gemeinden aussprachen. Die Gemeindefusion wurde mit Wirkung zum 31. Dezember 2001 vollzogen. Letzter Bürgermeister von Rohlsdorf war Herbert Haase.
Zum 1. Juli 2002 wechselte die Gemeinde Halenbeck-Rohlsdorf aus dem Amt Pritzwalk-Land in das Amt Meyenburg. Nach einem Beschluss der Gemeindevertretung wurde Rohlsdorf am 4. Juni 2004 von einem Ortsteil zu einem bewohnten Gemeindeteil herabgestuft.

## Dorfkirche

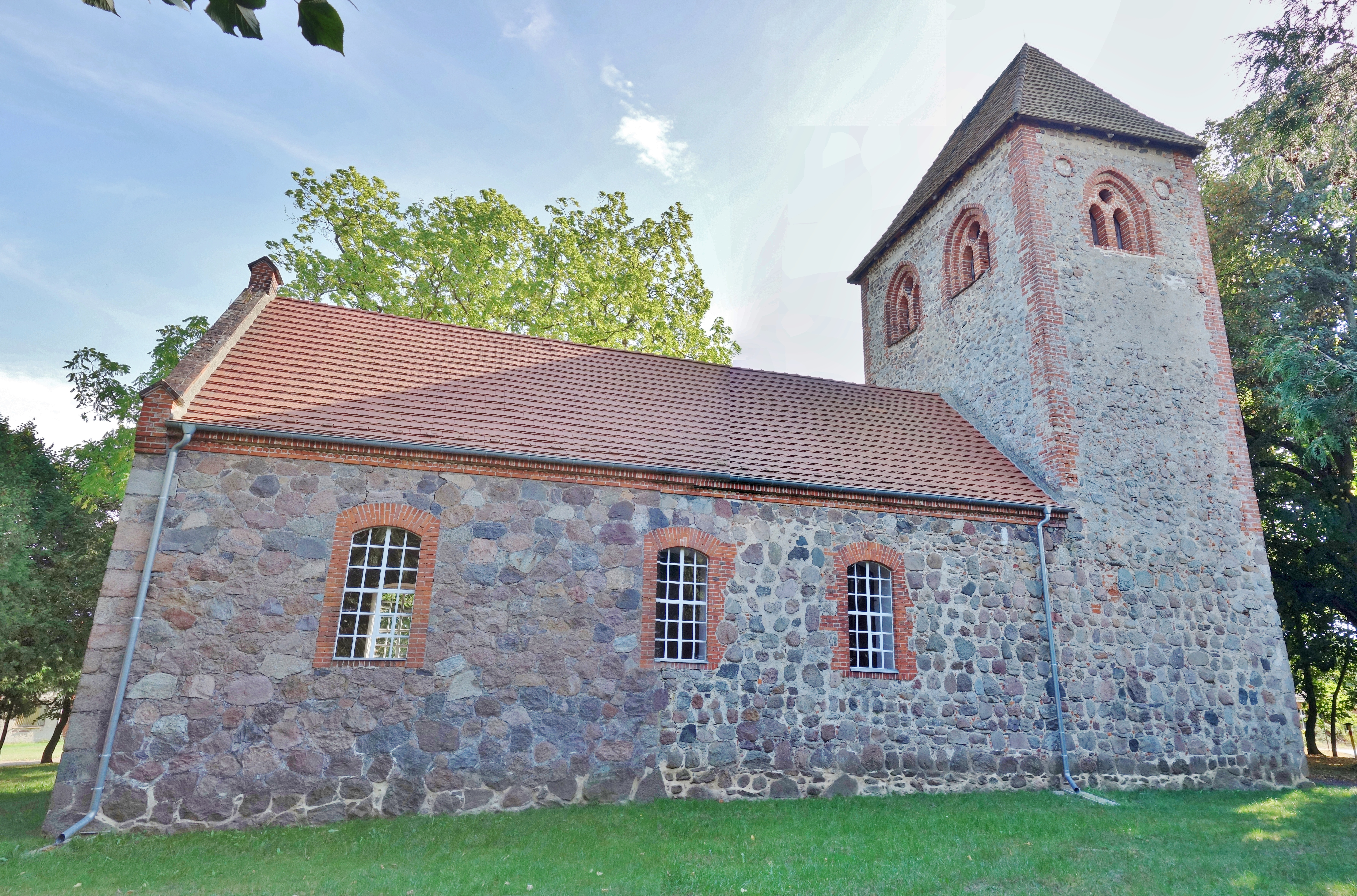
Dorfkirche Rohlsdorf

Die heutige Rohlsdorfer Kirche wurde in dreijähriger Bauzeit zwischen 1879 und 1881 neu gebaut, nachdem der Vorgängerbau niedergebrannt war. Das Gebäude ist, wie auch der Vorgängerbau, ein spätgotischer Saalbau aus Feldsteinen mit Westquerturm. Bei dem Neubau wurde die Kirche nach Osten hin verlängert und die Fenster wurden verändert. Außerdem erhielt der Giebel fialartige Giebelkrönungen. Die Kreisblenden und Schallöffnungen am Kirchturm sind vom Vorgängerbau erhalten geblieben. Ausgestattet ist die Kirche mit einem Kanzelaltar aus dem Jahr 1700, der im Jahr 1870 restauriert wurde. Die Orgel aus dem Jahr 1860 wurde von Friedrich Hermann Lütkemüller aus Wittstock gebaut.

## Einwohnerentwicklung
| Jahr | Einwohner |
| ---- | --------- |
| 1875 | 289       |
| 1890 | 298       |
| 1910 | 277       |

| Jahr | Einwohner |
| ---- | --------- |
| 1925 | 329       |
| 1933 | 305       |
| 1939 | 254       |

| Jahr | Einwohner |
| ---- | --------- |
| 1946 | 546       |
| 1950 | 549       |
| 1964 | 337       |

| Jahr | Einwohner |
| ---- | --------- |
| 1971 | 330       |
| 1981 | 278       |
| 1989 | 267       |

| Jahr | Einwohner |
| ---- | --------- |
| 1996 | 260       |
| 2000 | 224       |

Gebietsstand des jeweiligen Jahres